# Jan G. Smith
Jan Gustav Salomon Smith, född 19 juni 1895 i Hedvig Eleonora församling i Stockholm, död 30 april 1966 i Engelbrekts församling i Stockholm, var en svensk civilingenjör, som bidrog till utvecklingen av Volvos första bilmodell. Han var son till Edvard Gustaf Magnus Smith (född 1861) och Gertrud Smith (född 1863) och tog civilingenjörsexamen inom maskinteknik på Kungliga Tekniska Högskolan i Stockholm 1917. Han arbetade sedan inom amerikansk bilindustri, men återvände till Sverige 1924.

## Volvoprojektet

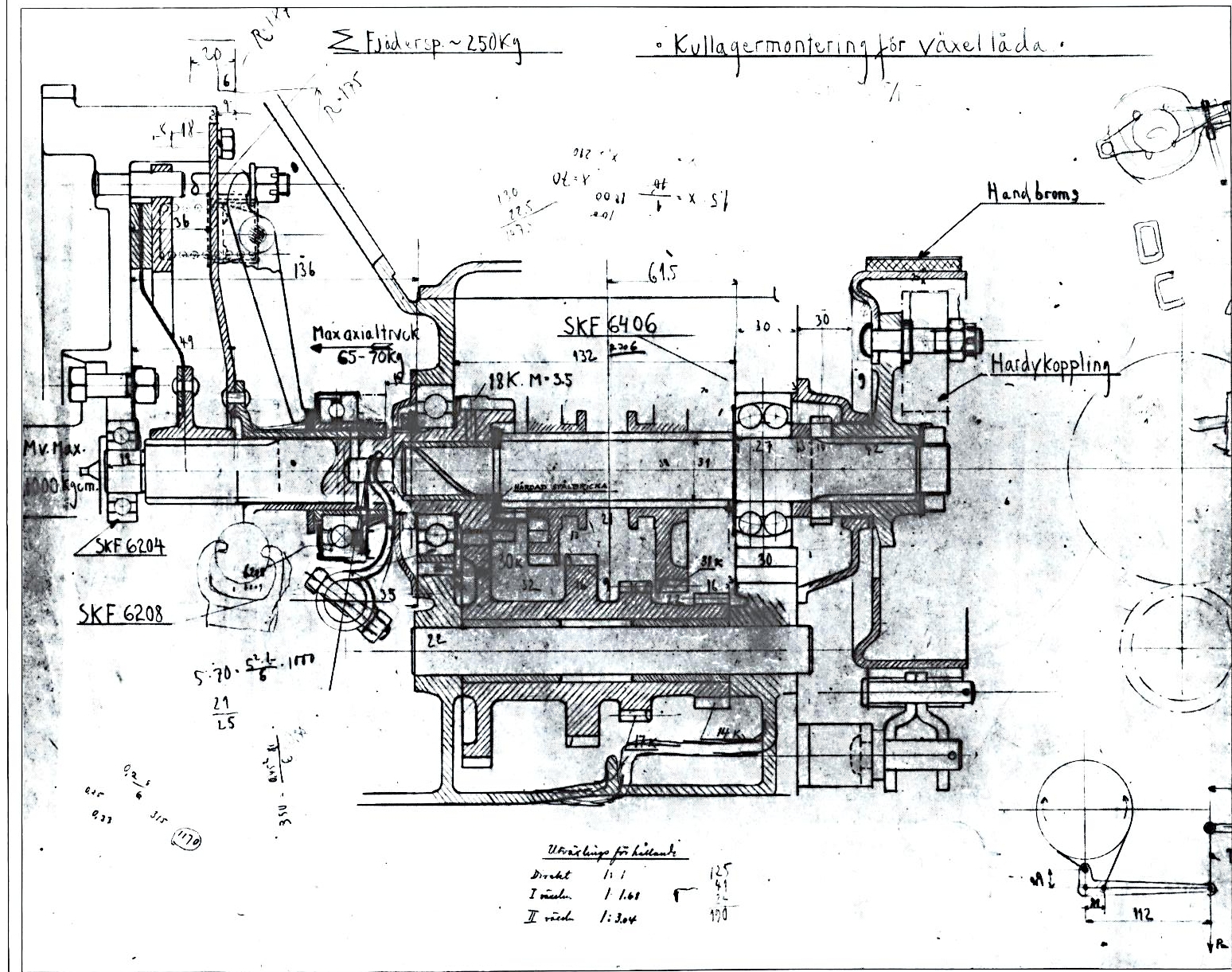
Utkast och sidoanteckningar av Jan G. Smith för den osynkroniserade 3-stegade växellådan till Volvo ÖV4. Utkastet är daterat till 5 januari 1925.

Under hösten 1924 blev han engagerad av Gustaf Larson för att ta fram grundläggande mekaniska komponenter till Volvos första bilmodell Volvo ÖV 4. Han arbetade i projektet från hösten 1924 under cirka 1 år framåt, till 1925 då Henry Westerberg tog över Smiths arbete.
 
En hel del ritningar i original till prototypbilen Volvo ÖV 4 som Jan G. Smith har konstruerat finns i Tekniska Museets arkiv i Stockholm. Där finns också en unik sammanställning av konstruktionslösningar för olika komponenter till bilar, beräkningsformler, diagramdata med mera som han samlat på sig i USA i form av en privat "konstruktions- och idéhandbok" på ett par hundra sidor.

## Efter Volvoprojektet
Efter Volvo-projektet övergick Jan G. Smith till en anställning vid Asea, först i Västerås och därefter som VD för Stockholmsverken från år 1940 då han efterträdde Lars Blume.
Han var bosatt vid Birger Jarlsgatan 88 i Stockholm fram till sin död 1966. Jan G. Smith är begravd på Norra begravningsplatsen utanför Stockholm.

## Utmärkelser
Jan G. Smith och Gustaf Larson tilldelades båda år 1929 Ingenjörsvetenskapsakademiens guldmedalj, "för deras insats för utvecklingen av den inhemska automobiltillverkningen".